# Ed Ratleff
William Edward Ratleff (Bellefontaine (Ohio) , 29 de março de 1950)  é um ex-basquetebolista estadunidense que jogou 5 temporadas na NBA. Com 1,98 metros de altura, fazia-o na posição de armador.

## Trajetória desportiva

### Universidade
Jogou durante quatro temporadas com os 49ers da Universidade Estadual da Califórnia, Long Beach, com médias de 21,4 pontos e 8,4 rebotes por partida. Foi incluído no melhor quinteto da Big West Conference em suas três últimas temporadas, sendo ademais eleito Jogador do Ano em 1972 e 1973, e também foi incluído essas duas temporadas na primeira equipa All-American.

### Seleção nacional
Foi convocado com a seleção de basquete de Estados Unidos para disputar os Jogos Olímpicos de Munique 1972, participando por tanto naquela polêmica final que acabou com o triunfo da União Soviética no último segundo. Ali jogou em nove partidas, anotando 6,4 pontos por partida.

### Profissional
Foi eleito na sexta posição do Draft da NBA de 1973 por Houston Rockets, e também pelos Indiana Pacers no Draft da ABA, elegendo a primeira opção. Ali começou no banco, para ganhar a titularidade no ano seguinte, na temporada 1974-75, a melhor de sua carreira profissional, obtendo 11,8 pontos, 5,7 rebotes e 3,2 assistências por partida.
Mas a chegada de John Lucas à equipe relegou-lhe de novo ao banco em 1976 Jogou mais duas temporadas, antes de aposentar-se definitivamente.

#### Estatísticas na NBA

##### Temporada regular
| Temp.   | Idade | Equipe  | Liga | P   | TIT | Min  | TC  | TCA  | %TC  | 3P | 3PA | %3P | TL  | TLA | %TL  | R.of. | R.deF. | REB | ASIS | ROB | TAP | PER | FP  | PTS  |
| 1973-74 | 23    | Houston | NBA  | 81  |     | 21.9 | 3.1 | 7.2  | .434 |    |     |     | 1.3 | 1.6 | .798 | 1.1   | 2.4    | 3.5 | 2.2  | 1.1 | 0.3 |     | 2.2 | 7.5  |
| 1974-75 | 24    | Houston | NBA  | 80  |     | 32.0 | 4.9 | 10.6 | .461 |    |     |     | 2.0 | 2.4 | .826 | 2.3   | 3.4    | 5.7 | 3.2  | 1.8 | 0.6 |     | 2.9 | 11.8 |
| 1975-76 | 25    | Houston | NBA  | 72  |     | 33.3 | 4.4 | 9.0  | .485 |    |     |     | 2.3 | 2.9 | .816 | 1.5   | 3.8    | 5.3 | 3.6  | 1.6 | 0.5 |     | 3.3 | 11.1 |
| 1976-77 | 26    | Houston | NBA  | 37  |     | 14.4 | 1.9 | 4.4  | .435 |    |     |     | 0.7 | 1.1 | .619 | 0.6   | 1.4    | 2.1 | 1.2  | 0.5 | 0.2 |     | 1.2 | 4.5  |
| 1977-78 | 27    | Houston | NBA  | 68  |     | 17.1 | 1.9 | 4.6  | .419 |    |     |     | 0.6 | 0.7 | .830 | 0.8   | 1.6    | 2.4 | 2.3  | 0.9 | 0.3 | 1.0 | 1.6 | 4.4  |
| Total   |       |         | NBA  | 338 |     | 24.9 | 3.4 | 7.6  | .454 |    |     |     | 1.5 | 1.8 | .803 | 1.4   | 2.7    | 4.0 | 2.7  | 1.3 | 0.4 | 1.0 | 2.4 | 8.3  |

##### Playoffs
| Temp.   | Idade | Equipe  | Liga | P | Min | TCA | TC | 3PA | 3P | TLA | TL | R.of. | REB | ASIS | ROB | TAP | PER | FP | PTS | %TC  | %3P | %FT  | Min  | PTS  | REB | AST |
| 1974-75 | 24    | Houston | NBA  | 8 | 291 | 36  | 87 |     |    | 17  | 20 | 24    | 53  | 35   | 14  | 1   |     | 31 | 89  | .414 |     | .850 | 36.4 | 11.1 | 6.6 | 4.4 |
| Total   |       |         | NBA  | 8 | 291 | 36  | 87 |     |    | 17  | 20 | 24    | 53  | 35   | 14  | 1   |     | 31 | 89  | .414 |     | .850 | 36.4 | 11.1 | 6.6 | 4.4 |